# هازن مايرز
هازن مايرز هو سياسي كندي، ولد في 22 أكتوبر 1934 في نورتون في كندا. نشط حزبياً في الحزب التقدمي المحافظ في نيو برونزويك ‏. وقد انتخب عضو الجمعية التشريعية لنيو برونزويك ‏.